# Gorila východní nížinná
Gorila východní nížinná (nebo také gorila nížinná východní) je poddruh gorily východní. Anglicky se tento poddruh také označuje jako Gorila Grauerova (Grauer's gorilla).

## Areál rozšíření
Tento poddruh gorily je endemitem horských lesů východní části Demokratické republicky Kongo. Důležité populace této gorily žijí v NP Kahuzi-Biega, NP Maiko a v přilehlých lesích a také v přírodní rezervaci Tayna v Usala forest v horském masivu Itombwe.
Je to největší ze čtyř známých poddruhů goril. Stejně jako gorila horská má i tento druh sytě černou (ale kratší) srst. Stejně jako u ostatních poddruhů se srst samců s dospíváním zesvětluje a plné dospělosti se z nich stávají tzv. stříbrohřbetí samci.

## Popis

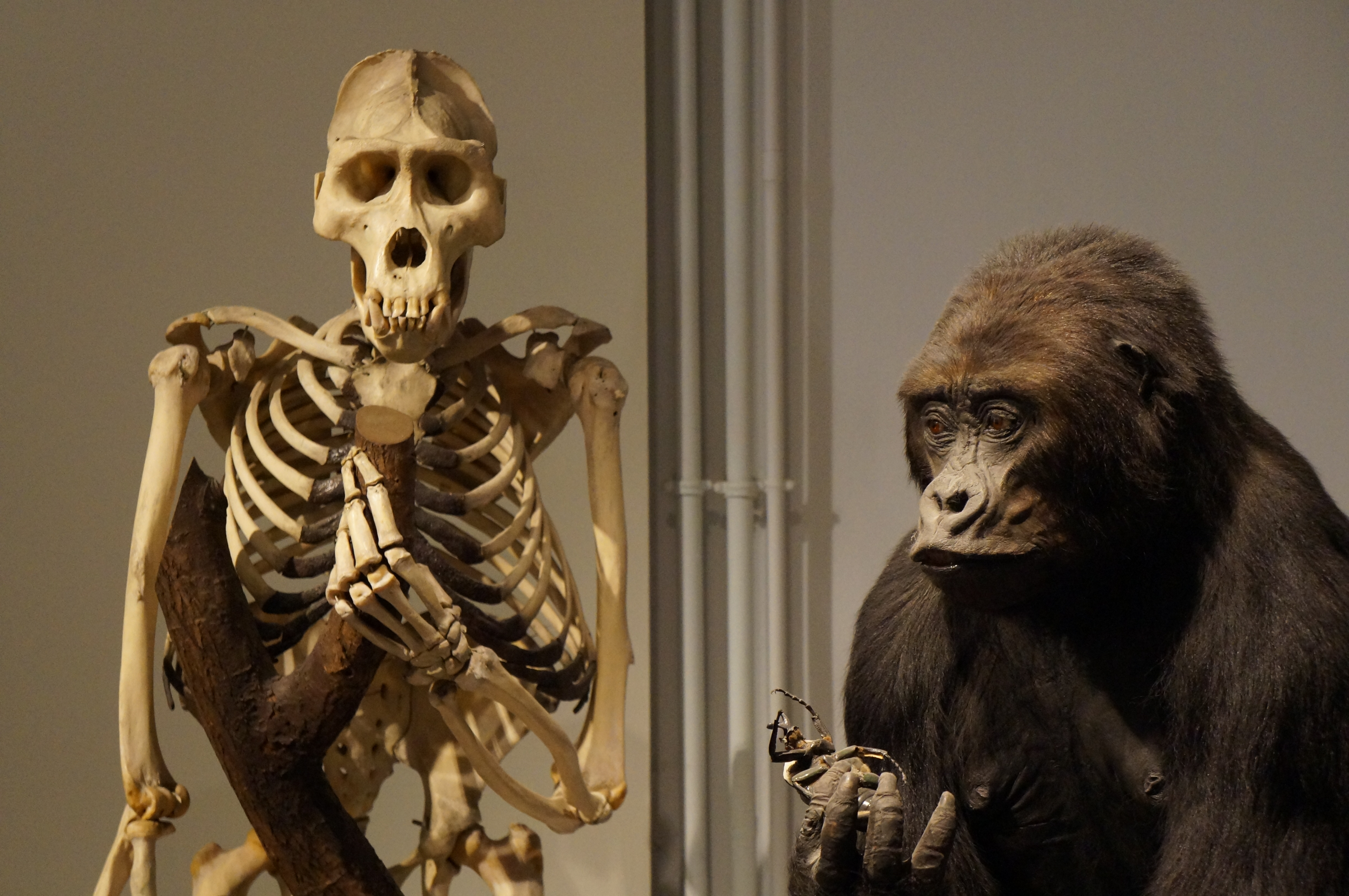
Kostra a vycpaný exemplář Gorily východní nížinné v MHNLille

Gorila východní nížinná je největším poddruhem gorily a také největším žijícím primátem.
Hmostnost samců může dosahovat i přes 200 kg, samice váží kolem 100 kg. Maximální výška stojícího samce je asi 1,85 m, u samice to činí cca 1,6 m.

## Životní projevy
Gorily tráví každý den dlouhé hodiny pojídáním rostlinného materiálu. Žijí ve stálých skupinách, které mají struturu rodin. Gorily východní nížinné tvoří obvykle skupiny o větším počtu členů než jejich příbuzné gorily horské.

## Habitat
Gorila východní nížinná obývá ze všech gorilích poddruhů nejširší rozsah nadmořských výšek zahrnující horské, přechodné i nížinné tropické lesy. Jedna z nejvíce studovanýoch populací goril východních nížinných žije v náhorní oblasti Kahuzi-Biega, kde jejich habitat zahrnuje husté primární lesy, mlžné lesy, šáchorové močály a rašeliniště.